# Le Plateau (Gatineau)
Pour les articles homonymes, voir Le Plateau.
Le Plateau désigne à la fois un quartier et un village urbain de la ville de Gatineau situé à l'ouest du centre-ville. Le quartier est délimité du boulevard St-Raymond à l'est jusqu'au boulevard de la boussole. Ce quartier est composé avec une grande majorité de maisons. Il y a d'ailleurs plusieurs commerces de détails et le quartier donne un accès au parc de la Gatineau.

## Éducation
Le Plateau possède trois écoles primaires, soit l'École du Plateau, des Deux-Ruisseaux et du Grand-Héron. Le quartier est couvert par l'école secondaire Mont-Bleu et par l’École secondaire de la Cité,.

## Site d'intérêt
Le quartier du Plateau donne un bon accès au parc de la Gatineau et possède aussi au nouveau village urbain du Plateau de la Capitale avec le quartier Agora qui a vu le jour à l'automne 2019.